# Dieter Langer
Dieter Langer (* 27. Februar 1945 in Prag; † 28. September 2002 in Wien) war ein österreichischer Politiker (FPÖ) sowie Immobilienverwalter. Er war von 1992 bis 1996 Mitglied des österreichischen Bundesrates.

## Ausbildung und Beruf
Langer besuchte zunächst die Volksschule und absolvierte danach ein Bundesrealgymnasium, wobei er 1963 die Matura ablegte. Er leistete im Anschluss von 1963 bis 1964 die Matura ab und studierte im Anschluss Rechtswissenschaften an der Universität Wien. 1972  schloss er sein Studium mit dem akademischen Grad Mag. iur. ab. Langer übernahm die 1934 gegründete Kanzlei seines Großvaters und war ab 1969 beruflich als selbständiger Immobilientreuhänder tätig. Er baute das Unternehmen im Bereich der Immobilienverwaltung aus und gründete 1972 die Realfinanz für den Vermittlungsbereich bzw. später die Realproconsulting für die Bereiche Vermittlung und Projektmanagement. Langer wurde schließlich der Berufstitel Kommerzialrat verliehen.

## Politik und Funktionen
Langer begann seine politische Karriere mit dem Beitritt zu einer Studentenvereinigung, wobei er in der Folge 1964 auch dem Ring freiheitlicher Studenten beitrat. Er wurde 1967 Mitglied der FPÖ und engagierte sich bei der FPÖ-Klosterneuburg bzw. später bei der WPÖ Wien. Des Weiteren wurde er bei der Wirtschaftskammer Wien aktiv. Mitte der siebziger Jahre schloss er sich auch dem Ring Freiheitlicher Wirtschaftstreibender (RFW) an, wobei er zwischen 1982 und 1992 als Landesgeschäftsführer des RFW Wien fungierte. Er wurde 1986 zum Bezirksrat der Bezirksvertretung Josefstadt gewählt und gehörte der Bezirksvertretung bis 1991 an. Gleichzeitig war er von 1986 bis 1991 Klubobmann der FPÖ Wien-Josefstadt. Er war des Weiteren ab 1980 Ausschussmitglied der Landesinnung Wien der Immobilien- und Vermögenstreuhänder sowie Ausschussmitglied der Bundesinnung der Immobilien- und Vermögenstreuhänder. Zudem fungierte er ab 1984 als Mitglied des Beirates für die Statistik des Außenhandel. Innerparteilich hatte er zudem ab 1984 die Funktion eines Mitglieds der FPÖ-Landesleitung inne und war ab 1990 Mitglied des Landesvorstandes der FPÖ Wien.
In der Wirtschaftskammer wurde Langer  1987 zum Mitglied des Finanzausschusses der Wiener Wirtschaftskammer gewählt, zudem war er ab 1990 Kammerrat der Wirtschaftskammer Wien (Sektion Gewerbe) und ab 1992 Fraktionsobmann der Freiheitlichen Kammerräte in Wien. Er war zudem ab 1992 Mitglied des Bundesinnungsausschusses, war des Weiteren Bundesinnungsmeister-Stellvertreter und wurde 1995 zum Vizepräsidenten der Wirtschaftskammer Wien gewählt.
Er vertrat die FPÖ Wien vom 4. Mai 1992 bis zum 28. November 1996 im Bundesrat und war dort unter anderem von 1996 Vorsitzender im Wirtschaftsausschuss sowie Schriftführer im Ausschuss für Familie und Umwelt und Schriftführer im Unterrichtsausschuss.